# 사토 게인
사토 게인(일본어: 佐藤 恵允, 2001년 7월 11일~)는 일본의 축구 선수이다.

## 구단 경력
2023년 SV 베르더 브레멘에 입단하였다. 2025년 J1리그의 FC 도쿄로 이적했다.

## 국가대표팀 경력
그는 2022년 AFC U-23 아시안컵에 참가할 일본 U-23 국가대표팀에 발탁되었다. 2022년 아시안 게임에도 출전, 준우승에 기여했다.
2024년 AFC U-23 아시안컵에도 출전, 우승에 기여했다. 2024년 하계 올림픽에도 발탁되었으며, 4경기에 출전, 8강 진출에 기여했다.